# Kovásznai Gábor
Kovásznai Gábor, eredeti családi nevén Gocz (Angyalos, 1887. április 14. – Sepsiszentgyörgy, 1956. június 30.) jogász, ügyvéd, szerkesztő, közgazdasági szakíró. Felesége K. Hamar Ilona.

## Életútja
Középiskolát a sepsiszentgyörgyi Székely Mikó Kollégiumban (1906), jogot a budapesti Pázmány Péter Tudományegyetemen végzett. Joghallgató korában a Pesti Hírlap munkatársa. Brassóban, majd Sepsiszentgyörgyön folytatott ügyvédi gyakorlatot, a város helyettes polgármestere (1917–23), később polgármestere (1926–29).
A Jókai-nyomda elnökigazgatója, a Székely Nép felelős kiadója (1942–44). A székely közbirtokossági vagyonok mentése érdekében több perben volt védő, s e vagyonokról számos közgazdasági tanulmányt is közölt. Védőügyvédi kiállásai miatt három ízben is letartóztatták, cikkei miatt a nacionalista román sajtó támadta.
Szele Bélával folytatott vitájának dokumentuma A Háromszéki Dzsungel és a Brassói Lapok című röpirata (Sepsiszentgyörgy 1922). Háromszék megye volt prefektusához, Rauca Vincéhez írott levelét Mélik Endre Megjegyzések című röpirata (Sepsiszentgyörgy 1942) közölte.